# 保罗·施泰纳
保罗·施泰纳（德語：Paul Steiner，1957年1月23日—），德国前男子足球运动员，场上位置是后卫。他曾代表西德国家队参加1990年国际足联世界杯，结果队伍获得冠军。